# Langues tequistlatèques
Les langues tequistlatèques (ou chontal du Oaxaca) sont une famille de langues amérindiennes parlées en Amérique centrale, au Mexique, dans l'État d'Oaxaca. 

## Classification
Les langues téquistlatèques sont considérées comme n'étant pas génétiquement reliées à d'autres familles de langues amérindiennes. Cependant des hypothèses pour les rattacher à d'autres familles ont été formulées. La plus connue est celle de Sapir qui les a incluses dans l'ensemble hokan. 

## Classification interne
La famille se compose de trois langues :
- le chontal des basses terres
- le chontal des hautes terres
- le chontal de Tequisistlan

Le parler de Tequisistlan est éteint. Il était davantage proche du chontal des basses terres que de celui des hautes terres. Le terme de tequistlatèque a été forgé sur son nom. Les deux autres parlers chontal sont menacés.